# Concierto para piano n.º 6 (Mozart)

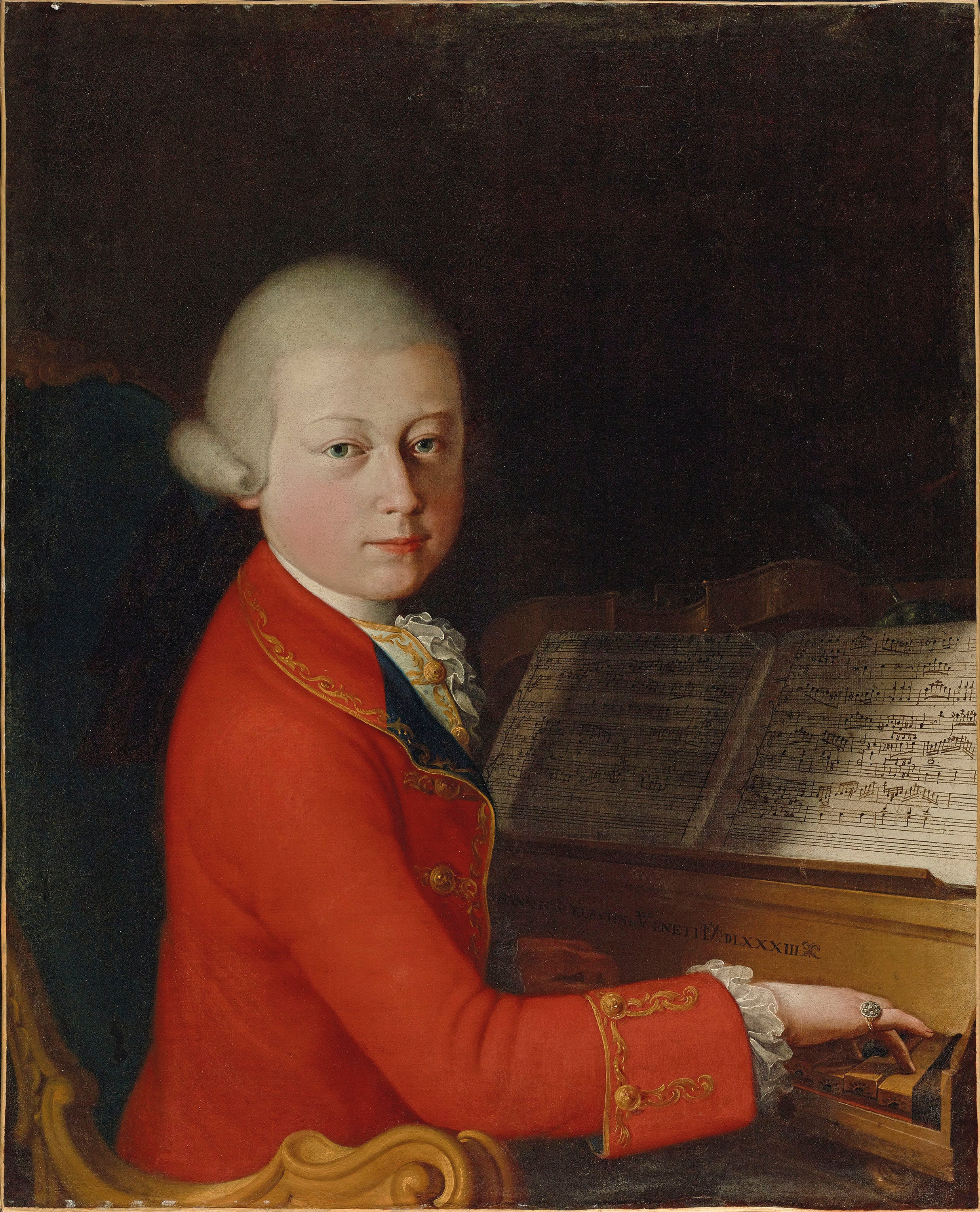
Retrato de Mozart en 1770

El Concierto para piano n.º 6 en si bemol mayor, K. 238, fue escrito por Wolfgang Amadeus Mozart en enero de 1776.

## Estructura
Consta de tres de movimientos:
- I. Allegro aperto.
- II. Andante un poco adagio.
- III. Rondeau: Allegro.